# لامبورگینی سیلوت
لامبورگینی سیلوت (Lamborghini Silhouette) خودرویی است که در سال‌های ۱۹۷۶ تا ۱۹۷۹۵۴ produced<refتولید شده‌است.
این خودرو در کلاس Sports car قرار گرفته، طراحی آن Mid-engine design و توزیع نیروی پیشران بوده است.
موتور آن ۲۹۹۵ Cubic centimetre سیستم جعبه‌دندهٔ آن ۵ دنده به صورت دستی است.